# Харер, Ференц
Ференц Харер (Harrer Ferenc; 2 июня 1874, Будапешт — 21 ноября 1969, Будапешт) — венгерский и государственный деятель. Премьер-министр Венгрии в 1919 году. Сын Пала Харера, первого и последнего мэра города Обуда. Один из авторов плана «Большой Будапешт».
Руководил восстановлением разрушенного города Дьёндьёш (1917) и был назначен заместителем мэра Будапешта (1918). 25 октября вступил в Венгерский национальный совет созданная антивоенными и радикальными партиями во главе с лидером Михая Каройи. Получил пост посла в Австрии. В кабинете Денеш Беринкеи занимал пост премьер министра Венгрии. После создания Венгерской советской республики покинул свой пост.